# Castel Lizzana
Castel Lizzana, noto dal Novecento anche come castel Dante, è stato un castello di cui rimangono solo poche rovine sopra la frazione di Lizzana nel comune di Rovereto in provincia di Trento.

## Storia

### Origini
Il castello sorgeva su un dosso in posizione strategica per il controllo della Vallagarina, la via che unisce l'area del Veneto con il valico del Brennero e le regioni a nord.
Sembra ormai accertata la sua importanza, e quindi la presenza di una importante fortificazione sul sito, già in età romana, e questo grazie al ritrovamento di monete romane e della presenza di diverse cerchia di mura databili a quel periodo.

### Periodo medievale
Le prime notizie documentali del castello risalgono al 1049 e si trovano in una registrazione relativa ad un passaggio di proprietà di beni immobili situati in Vallagarina, citata anche da Ludovico Antonio Muratori. In questo documento si parla di un castrum in Lizana.
In seguito viene citato nel 1173 quando era di proprietà di Francesco, signore di Lizzana.
Una certificazione sicura è di alcuni anni dopo, quando nel 1208 il castello viene ricordato come dominio di Jacopino da Lizzana.
Attorno al 1270 la fortificazione divenne proprietà dei Castelbarco, famiglia nobile legata agli scaligeri di Verona.

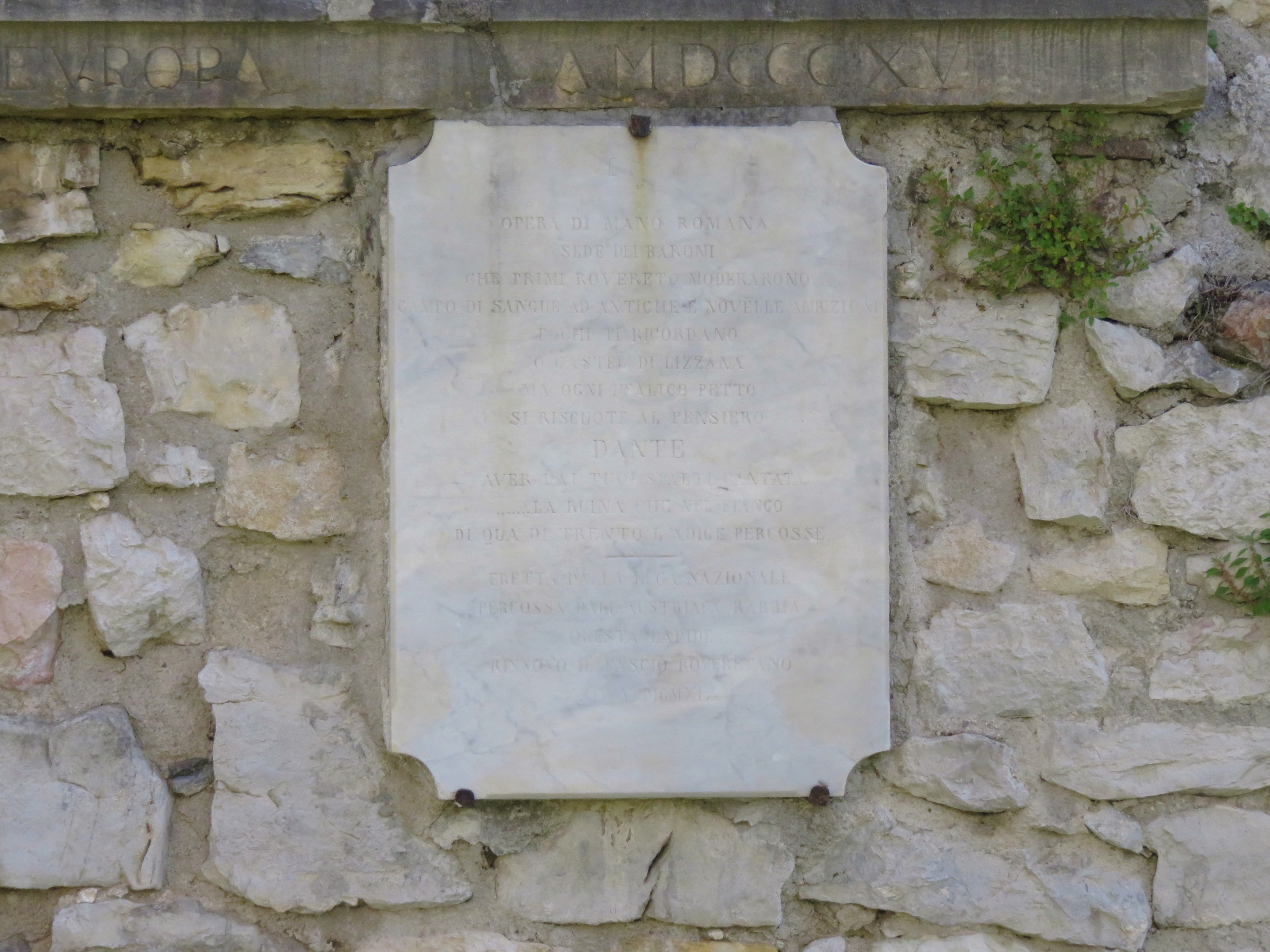
Epigrafe sul muro residuo di Castel Lizzana.

Pochi anni dopo, con Guglielmo da Castelbarco detto Il Grande, il castello raggiunse l'apice della sua importanza.
Nella prima metà del '400 durante le lotte tra Venezia e il Principato vescovile di Trento, il ramo dei Castelbarco che possedeva il castello si schierò con il vescovo attirando le ire dei Veneziani che assediarono e distrussero il castello nel 1439.
Vista la vicinanza con il Castello di Rovereto, Castel Lizzana non fu mai più ricostruito e la collina venne in seguito spianata per permetterne la coltivazione.

### Periodo moderno
All'inizio dell'800 vi fu costruito un roccolo per la cattura degli uccelli.
Durante la prima guerra mondiale l'importanza strategica della collina di Castel Lizzana tornò alla ribalta: vi furono scavati dei trinceramenti dato che il fronte passava proprio da queste zone. Finita la guerra vi si creò spontaneamente un piccolo cimitero militare che spinse poi tra il 1933 e il 1938 alla costruzione del Sacrario militare di Castel Dante.
Proprio durante gli scavi per l'ossario vennero alla luce i resti del castello, che però furono ben presto ricoperti o distrutti per far posto al nuovo monumento. Oggi del castello rimangono solamente una sezione delle mura esterne e la vera da pozzo della vecchia cisterna dell'acqua. Esse sono visitabili all'interno dell'area dell'ossario.

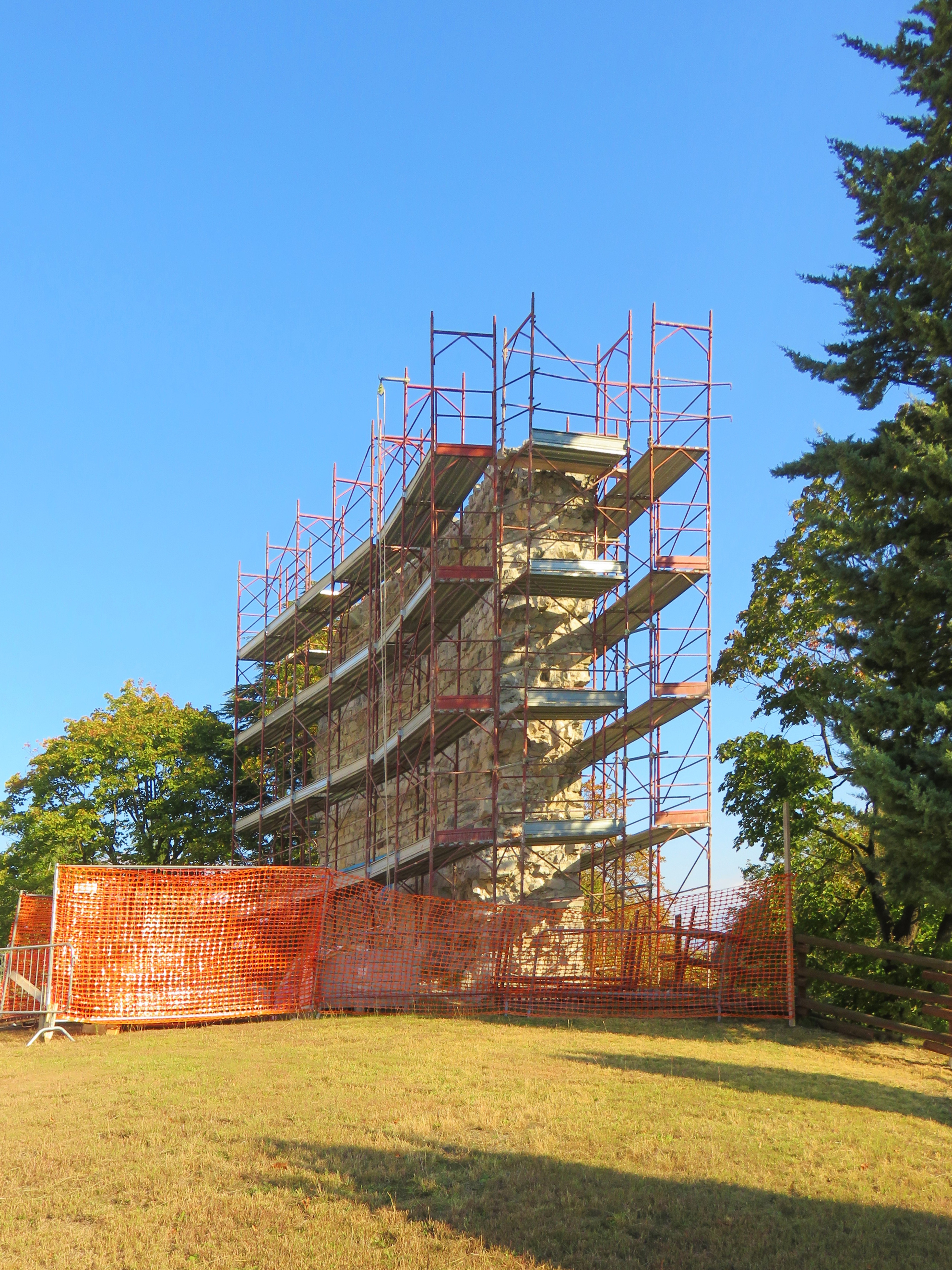
Restauro conservativo della rovina di Castel Lizzana nel 2018.

#### Il nome castel Dante
Una leggenda, che risale al cinquecento, vorrebbe che tra le sue mura vi avesse soggiornato anche Dante Alighieri durante la signoria di Guglielmo Castelbarco il Grande (importante cittadino veronese), e per questo motivo da oltre un secolo viene chiamato castel Dante.

## Struttura
L'importanza strategica e la posizione geografica avevano reso possibile una struttura di grandi dimensioni, con ben quattro cinte murarie che circondavano quasi tutta la collina. L'accesso principale era rivolta verso est. Gli edifici residenziali erano raggruppati verso nord e posti all'interno di una cinta muraria che comprendeva il mastio, un'altra torre sul lato nord-est e la cisterna dell'acqua.

## Situazione
In tempi recenti è rimasto pochissimo dell'antico castello, solo un breve tratto residuo di mura spesse e alte. Alla fine del 2018 queste rovine sono divenute oggetto di restauro.